# 井原市議会
井原市議会（いばらしぎかい）は、岡山県井原市に設置されている地方議会である。2025年4月20日投開票、18人が決まった（現職12人、元職1人、新人5人）、投票率は55・56％。

## 概要
- 定数：18人[2]
- 任期：2025年4月30日 - 2029年4月29日[3]
- 議長：山下憲雄（無所属）（2025年5月15日 - ）[4][5]
- 副議長：佐藤豊（公明党）（2025年5月15日 - ）[4][5]
正副議長は申し合わせで2年交代[6]
- 議会事務局：井原市役所本庁舎5階南側

## 会派
（2025年4月）
- いばら市民クラブ（5人）
- いばら太陽の会（3人）
- 創政いばら（3人）
- 無所属（7人）

## 党派
（2025年4月20日現在）
- 公明党（1人）
- 日本共産党（1人）
- 無所属（16人）

## 委員会
（2024年4月23日更新）
- 常任委員会
  - 総務産業委員会（定数9人）
  - 厚生文教委員会（定数9人）
  - 予算決算委員会（定数17人）
- 議会運営委員会（定数7人）

## 議員報酬
- 月額[9]
  - 議長：月額 505,000円
  - 副議長：月額 435,000円
  - 議員：月額 400,000円
- 期末手当：6月および12月
- 政務活動費：議員に対して月額3万円が交付[10]

## 議会だより
- いばら市議会だより（年4回発行）発行：井原市議会　編集：井原市議会公聴広報委員会

## 議会定数
| 投票日        | 定数 | 立候補者 |
| ------------- | ---- | -------- |
| 2009年4月19日 | 22   | 26       |
| 2013年4月21日 | 20   | 22       |
| 2017年4月23日 | 20   | 21       |
| 2021年4月18日 | 18   | 20       |
| 2025年4月20日 | 18   | 23       |

## 歴代議長
- 中山恒男
- 乗藤俊紀
- 藤原正己
- 藤原清和
- 高田正弘
- 宮地俊則
- 上野安是
- 西田久志
- 坊野公治
- 大滝文則
- 三宅文雄
- 山下憲雄

## 沿革
- 1953年 - 後月郡の3町5村（井原町・西江原町・高屋町・荏原村・木之子村・県主村・青野村・山野上村）と小田郡の2村（稲倉村・大江村）の3町7村が合併、市制を施行し井原市が成立。井原市議会、発足。